# Jørgen Bjelke
Jørgen Bjelke, född den 2 juni 1621, död den 17 juni 1696 var en norsk adelsman, ämbetsman och officer. Han var son till kansler Jens Bjelke och bror till general Henrik Bjelke och kansler Ove Bjelke.
Bjelke följde sin bror Henrik till 1648 då han blev länsman i Norge. 1657 blev han generalkrigskommissarie och erövrade Jämtland och Härjedalen. Av kungen utnämndes han till generallöjtnant och planlade 1658 återerövringen av Trondheims län och tog 1659–1660 en ärofull del i Haldens försvar under den så kallade Bjelkefejden. Efter kriget kallades Bjelke till Danmark, blev riksråd med mera men hade föga inflytande. Han stod Griffenfeld nära, och denne torde ha velat göra Bjelke till riksfältherre, men vid hans fall råkade även Bjelke i onåd, fick avsked 1679. Bjelkes självbiografi (till 1670) utgavs 1890 av Julius Albert Fridericia.